# Save the Children
Save the Children (STC) è una delle più grandi Organizzazioni internazionali indipendenti e opera in 116 paesi con una rete di 30 organizzazioni nazionali e una struttura internazionale (Save the Children International). Creata il 19 maggio 1919, Save the Children nel mondo è un'organizzazione non governativa (ONG) con status consultivo presso il Consiglio economico e sociale delle Nazioni Unite.

## Storia
Save the Children nasce il 19 maggio 1919 a Londra. Le fondatrici, l'infermiera volontaria Eglantyne Jebb e la sorella Dorothy Francis (in Buxton), attivista politica, creano un'organizzazione in grado di alleviare le terribili sofferenze dei bambini a seguito della Prima Guerra Mondiale. Eglantyne Jebb denuncia e si oppone al fatto che i bambini “figli dei nemici” muoiano a milioni per le sanzioni economiche imposte a Germania e Austria.
Eglantyne Jebb, nel 1923, scrive la prima Carta dei Diritti del Bambino, adottata dalla Lega delle Nazioni, e successivamente dalle Nazioni Unite.
Sulla stessa carta, si basa la Convenzione ONU sui Diritti dell'Infanzia e dell'Adolescenza, del 1989.
Tra il 1921 e il 1923, durante la carestia in Russia, Save the Children interviene trasportando 600 tonnellate di cibo ai bambini affamati.  Per l’occasione, Eglantyne Jebb diffuse un video sulle condizioni dei bambini russi per convincere l’opinione pubblica inglese sull’importanza di raccogliere fondi.
Negli anni ’30 Save the Children fornisce aiuto ai rifugiati baschi della guerra civile spagnola e ai bambini ebrei che fuggono dalle persecuzioni naziste. 
Nel Dopoguerra supporta la ricostruzione avviando i primi programmi di sostegno a distanza per offrire riparo, nutrizione ed educazione ai bambini.  Negli anni ’50 opera anche nel corso della guerra in Corea, dove rimane per oltre 20 anni realizzando, tra le altre cose, un centro per la salute e progetti per la nutrizione e il gioco.
Nel 1969 apre il primo ufficio sul campo in Africa, nello specifico in Tanzania. Durante gli anni ’70 è attiva nella lotta alla poliomielite lanciando a livello mondiale la sua più grande campagna per sconfiggere tale malattia entro i successivi 25 anni.
Interviene anche nella carestia in Etiopia, che colpisce il Paese tra il 1983 e il 1985, portando aiuto alle popolazioni e arrivando a nutrire 7.000 bambini ogni giorno. 

## Attività a livello internazionale
Save the Children lavora per promuovere e tutelare i diritti dell'infanzia e dell'adolescenza, a partire dalle esigenze e dalle aspirazioni delle comunità locali e facendo pressione su istituzioni e governi affinché mettano al centro delle loro politiche i diritti dei minori. Per far questo Save the Children adotta un approccio che si fonda sulla Convenzione ONU sui Diritti dell’Infanzia e dell’Adolescenza, ratificata dall'Italia nel 1991.
Nel 1993 Save the Children supporta 855.000 bambini che nella ex Jugoslavia soffrono le conseguenze del dramma del collasso del regime comunista e dei conflitti interetnici.
Nel 1994 in Ruanda, 60.000 minori sono separati dai propri genitori a causa del genocidio. Save the Children avvia i primi programmi di ricongiungimento familiare.
Nel 2003 il conflitto del Darfur causa 400.000 morti. Save the Children interviene subito per aiutare gli sfollati.
Nel 2004 uno tsunami colpisce il Sud-est asiatico. Save the Children in un anno raggiunge oltre 600.000 persone, di cui 250.000 bambini.
Nel 2006 l'Organizzazione lancia Riscriviamo il Futuro, una campagna che darà a 10 milioni di bambini in paesi in conflitto un'educazione di qualità e un futuro migliore.
Nel 2008 interviene in Birmania per portare soccorsi alla popolazione colpita dal passaggio del ciclone Nargis.
Nel 2009 Save the Children lancia Every One, una campagna globale contro la mortalità infantile.
Nel 2010 un terremoto di magnitudo 7 colpisce Haiti, causando centinaia di migliaia di morti. Save the Children interviene in supporto di adulti e bambini.
Nel 2011 in Giappone un violento terremoto causa 16.000 morte e 3.000 dispersi. Save the Children distribuisce immediatamente kit igienici, vestiti e coperte per bambini.
Nel 2013 interviene nelle Filippine dopo un violento tifone.
Nel 2014 Save the Children si confronta con Ebola e continua a dare supporto alle vittime di 3 anni di guerra in Siria.
Nel 2015 Interviene nell'emergenza causata dal terremoto in Nepal.
Nel 2016 a livello globale, lancia la campagna Every Last Child, focalizzata sulla difesa dei bambini più poveri fra i poveri, come i migranti e i rifugiati; quelli più esclusi ed emarginati, come i disabili, le bambine o le minoranze etniche e religiose.
Negli anni ’20 del nuovo millennio fornisce supporto in seguito alla crisi causate dalla COVID-19, dai conflitti armati e dai cambiamenti climatici, dando risposta alle necessità dei bambini e delle loro famiglie in Italia e nel mondo. In Ucraina, in particolare, a distanza di un anno dallo scoppio del conflitto, Save the Children è riuscita a raggiungere 744.858 persone, tra cui 397.781 bambini. In Italia ha aiutato 5.386 minori e 4.941 adulti di riferimento, garantendo protezione, prima accoglienza e inclusione. 
Il 5 aprile 2022 Save the Children Italia realizza il concerto “Tocca a noi” a Bologna, trasmesso in diretta Rai e promosso per raccogliere fondi a supporto dei minori in Ucraina e nei Paesi limitrofi. 

## Save the Children Italia

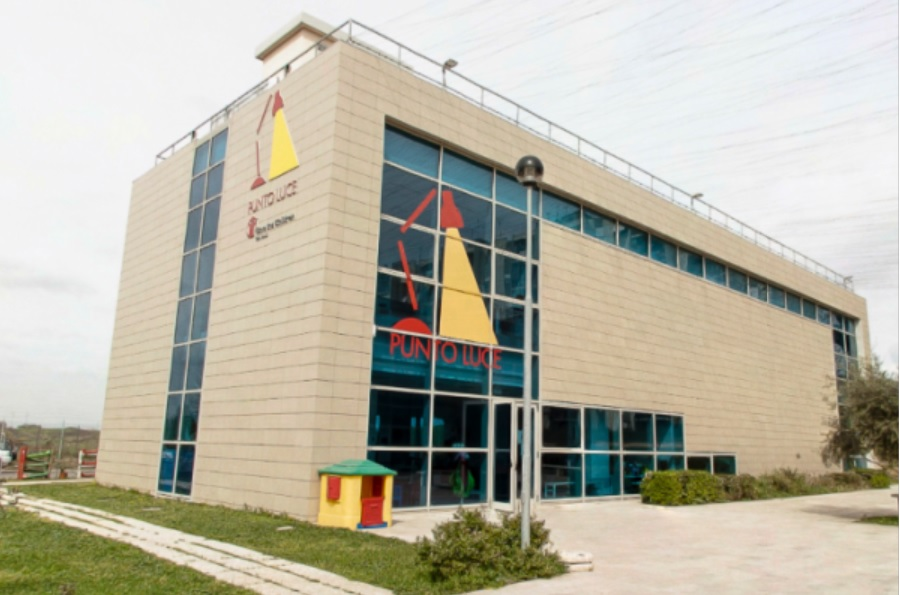
Uno dei Punti Luce di Save the Children Italia a Roma

Nel 1920 Save the Children internazionale fornisce sovvenzioni all'Italia come quelle per la Casa dei Bambini Sofferenti creata dal Vaticano e per la Lega Italo-Britannica. Nel 1923 alloca una somma di denaro per completare un sanatorio per bambini in Calabria, sull'Aspromonte. Si legge sul sito ufficiale che dopo la seconda guerra mondiale, Save the Children ha sostenuto la creazione di asili infantili e la formazione di donne per l'insegnamento negli asili nido. La costruzione di asili infantili di Civitaluparella, in provincia di Chieti, di Lanciano e di Scandale in Calabria, è proseguita negli anni cinquanta. Negli anni sessanta assiste i terremotati del sud Italia.
Save the Children Italia è stata costituita alla fine del 1998 come Onlus ed ha iniziato le sue attività nel 1999. Le attività e il lavoro di Save the Children Italia sono volti a realizzare progetti rivolti sia ai bambini e alle bambine dei cosiddetti paesi in via di sviluppo che a quelli che vivono sul territorio italiano.

### Attività e campagne di Save the Children in Italia
I principali ambiti di attività in Italia sono quelli relativi al contrasto alla povertà educativa, il supporto ai minori migranti non accompagnati, presenti sul territorio italiano, ai minori vittime di tratta, sfruttati sessualmente o nel lavoro minorile.
Save the Children Italia è fortemente attiva nell'Educazione allo Sviluppo e nel contrasto alla pedo-pornografia in internet e nella sensibilizzazione all'uso sicuro di Internet e telefonini da parte dei bambini e dei ragazzi.
In ambito educativo, Save the Children ha avviato il progetto Connessioni Digitali con l’obiettivo di colmare la povertà educativa digitale dei ragazzi tra i 12 e i 14 anni che vivono in contesti deprivati e di sviluppare nei contesti scolastici una metodologia didattica innovativa che garantisca ai più giovani l'espressione delle proprie potenzialità, superando le disuguaglianze. Il progetto Connessioni Digitali, che fa parte del programma “Riscriviamo il futuro", è iniziato a settembre 2021 e, per il biennio 2021/2023, ha coinvolto 40 scuole secondarie di primo grado d'Italia.
Save the Children è anche molto impegnata nella promozione di politiche che tutelino i diritti dell'infanzia e dell'adolescenza.
Ad aprile 2009, in seguito al terremoto che ha colpito l’Abruzzo, Save the Children si è attivata con progetti di supporto, anche di tipo psicologico, in favore delle migliaia di bambini coinvolti nell’evento.
Il 26 agosto 2010 la società di calcio della Fiorentina ha annunciato l'adozione sulle proprie maglie del logo di Save the Children al posto di un vero e proprio sponsor ufficiale.
Nel 2015, insieme ad altre organizzazioni, promuove un DDL (diventato legge nel marzo 2016) che istituisca in Italia un sistema organico di protezione e accoglienza per i bambini e gli adolescenti stranieri che arrivano in Italia.
In Italia nel 2015 ha lanciato Illuminiamo il futuro, una campagna per sconfiggere la povertà educativa attraverso opportunità gratuite a bambini e ragazzi tra i 6 e i 17 anni. Per far ciò in tutta Italia sono stati aperti 26 Punti Luce, centri ad alta densità educativa, che sorgono in quartieri svantaggiati delle città. All'interno di questi spazi i bambini e le famiglie possono usufruire di diverse attività: sostegno allo studio, laboratori artistici e musicali, gioco e attività motorie, promozione della lettura, accesso alle nuove tecnologie, educazione alla genitorialità, consulenze pedagogiche, pediatriche e legali.
Il 31 luglio 2017 Save the Children ha sottoscritto il codice di condotta del Ministero degli Interni per regolamentare il soccorso dei migranti nelle acque internazionali a nord della Libia.
Dal suo avvio in Italia, Save the Children ha stretto accordi di partenariato con oltre 70 aziende, molte delle quali sono al suo fianco da diversi anni.
Dal 19 al 22 maggio 2022, a Roma, Save the Children Italia ha realizzato “Impossibile 2022”, evento sui diritti delle bambine, dei bambini e degli adolescenti con l’obiettivo di condividere proposte e interventi per superare le disuguaglianze. L’iniziativa ha coinvolto esperti, giovani, rappresentanti delle istituzioni, del mondo della cultura e dell’accademia, insieme a organizzazioni del terzo settore e persone che operano sul campo.
Negli ultimi anni è stata inoltre promotrice del Tavolo Minori Migranti, network di organizzazioni coordinato da Save the Children, con cui ha preso parte a tavoli istituzionali sul tema dei minori migranti in arrivo in Italia. In partnership con UNICEF ha rafforzato la sua presenza anche in Sicilia, sull’isola di Lampedusa, in Calabria e in altre possibili aree di sbarco con l’obiettivo di proteggere e supportare minori non accompagnati e/o in famiglia.
Nel novembre 2023 viene presentato il XIV Atlante dell’Infanzia (a rischio) in Italia di Save the Children, intitolato “Tempi digitali”. L’Atlante accende i riflettori sulla Quarta Rivoluzione, sui nuovi linguaggi digitali, su cosa significa crescere in società pervase dall’intelligenza artificiale.
Il 19 agosto 2024 la società di calcio della Juventus ha annunciato l'adozione sulle maglie della prima squadra maschile e femminile del logo di Save the Children al posto di un vero e proprio sponsor ufficiale.

## Organizzazione di Save the Children Italia
L'Assemblea dei Soci è l'organo sovrano dell'Organizzazione, responsabile dell'approvazione dello Statuto, del bilancio e delle strategie. È oggi costituito da sette membri del movimento globale Save the Children: le due entità giuridiche di Save the Children Association e Save the Children International ed altri cinque membri scelti al fine di garantire la rappresentanza del Nord e Sud del mondo, nonché delle principali caratteristiche del movimento globale in termini di livello di maturità, complessità organizzativa e competenze.
Il Consiglio Direttivo è responsabile nel garantire che l'Organizzazione operi in coerenza con la sua missione e i suoi valori. È costituito da un massimo di 15 membri eletti dall'Assemblea. Il Consiglio elegge il Presidente, che ha la rappresentanza legale dell'Organizzazione, e il Tesoriere, che ha il compito di assistere e sovraintendere alla gestione economica e finanziaria. Il Consiglio Direttivo nomina inoltre il Direttore e il Vice Direttore Generale e può nominare anche Comitati Scientifici, i cui membri possono essere anche esterni al Consiglio, definendone composizione e compiti.
Il ruolo di Direttore Generale è attualmente ricoperto da Daniela Fatarella. Claudio Tesauro è l'attuale Presidente.
Nel 2023 l'organizzazione cambia denominazione sociale e diventa Ets-Ente del Terzo Settore iscrivendosi al Registro Unico del Terzo Settore - Runts.
Lo staff di Save the Children Italia nel 2022 è composto da 349 persone, in prevalenza donne (76%) con una presenza diffusa a tutti i livelli organizzativi, un’età media di 41,5 anni, un elevato livello di istruzione e anzianità media di servizio di 5,1 anni.
Dal 2018 Juventus FC ha deciso di sostenere Save the Children dando il via ad un partnership che nel 2024 è stata ulteriormente rinforzata con l'inserimento del logo di Save the Children sulle maglie della squadra maschile e femminile della Juventus.

## Onorificenze e riconoscimenti

### Save the Children Italia
- Nel 2014 Save the Children Italia è stata premiata con l’Oscar di Bilancio della FERPI (Federazione Relazioni Pubbliche Italiana) per “una continua evoluzione del sistema di rendicontazione…che coniuga l’efficacia comunicativa a un rigoroso impianto di accountability, capace di rappresentare con chiarezza il collegamento tra missione istituzionale, obiettivi strategici, attività ed efficacia degli interventi”, nonché per l’originalità con cui vengono presentate le principali aree d’intervento (Educazione, Protezione, Salute e Nutrizione, Contrasto alla Povertà e Risposta alle Emergenze) incrociate a matrice con i Paesi in cui opera. [28]
- L’Atlante dell’Infanzia a rischio, realizzato da Save the Children Italia, è stato premiato con il Premio Andersen 2019 “per il rigore e la puntualità delle indagini condotte e coordinate negli anni da Giulio Cederna per Save the Children che ci restituiscono una mappa inedita e talvolta drammatica della condizione giovanile nel nostro Paese; per l’impegno e il coraggio di avere acceso i riflettori sulle povertà economiche, culturali ed educative in territori spesso dimenticati; per avere messo al centro l’infanzia e le difficoltà di crescita ma, insieme, anche le opportunità di riscatto offerte da tante ‘buone pratiche’ e dal silenzioso, misconosciuto lavoro quotidiano di scuole, istituzioni, associazionismo nel contrasto precoce al disagio sociale”. [29]
- Nell’ambito dell’edizione 2020 dell’Oscar di Bilancio, Save the Children Italia è stata premiata con l’assegnazione dell’Oscar di Bilancio per le Imprese Sociali e Associazioni non profit. Tra le motivazioni figura la distinzione “nell’utilizzo del framework degli obiettivi di sviluppo sostenibile / Agenda 2030 come chiave di lettura dei propri programmi, nonché come riferimento per guidare le attività di engagement dei giovani” e per la lodevole “presenza della valutazione di impatto, dove applica la Theory of Change, ancora relativamente poco utilizzata e diffusa presso gli Enti del Terzo Settore”. [30]